# Léonard Kakudji Muzinga
Léonard Kakudji Muzinga (ur. 13 marca 1970 w Kalemie) – kongijski duchowny rzymskokatolicki, biskup Kaminy od 2024. 

## Życiorys
31 lipca 2005 otrzymał święcenia kapłańskie i został inkardynowany do archidiecezji Lubumbashi. Pracował głównie jako duszpasterz parafii w Likasi, był też m.in. rejonowym duszpasterzem młodzieży, dyrektorem technikum w Likasi oraz wikariuszem biskupim ds. dzieł diecezjalnych.
11 listopada 2023 papież Franciszek mianował go biskupem Kaminy. Sakry udzielił mu 2 lutego 2024 metropolita Lubumbashi – arcybiskup Fulgence Muteba.